# Puya brittoniana
Puya brittoniana är en gräsväxtart som beskrevs av John Gilbert Baker. Puya brittoniana ingår i släktet Puya och familjen Bromeliaceae. Inga underarter finns listade i Catalogue of Life.